# Josef Vacenovský
Josef Vacenovský est un footballeur tchécoslovaque né le 9 juillet 1937 à Ratiskovice et mort le 4 décembre 2023. Il évolue principalement dans les années 1960 au poste d'attaquant.

## Biographie

### En club
Avec le club du Dukla Prague, il remporte six championnats de Tchécoslovaquie et quatre Coupes de Tchécoslovaquie.
Avec cette équipe, il joue 32 matchs et inscrit 7 buts en Coupe d'Europe des clubs champions. Le 4 octobre 1966, il inscrit un doublé face au club danois d'Esbjerg .

### En équipe nationale
International tchécoslovaque, il reçoit une unique sélection en équipe de Tchécoslovaquie en 1964, lors d'une rencontre amicale face à la Pologne.
Il fait partie du groupe tchécoslovaque lors de l'Euro 1960, sans toutefois disputer de match lors de cette compétition.

## Carrière
- Dukla Prague

## Palmarès
Avec le Dukla Prague :
- Champion de Tchécoslovaquie en 1958, 1961, 1962, 1963, 1964 et 1966
- Vainqueur de la Coupe de Tchécoslovaquie en 1961, 1965, 1966 et 1969

Avec la Tchécoslovaquie :
- Troisième de l'Euro 1960